# José Arturo López Cándido
José Arturo López Cándido (Ciudad de México, 20 de diciembre de 1954) es un político mexicano miembro y fundador del Partido del Trabajo. Estudió la licenciatura en Ciencias en la Facultad de Ciencias de la Universidad Nacional Autónoma de México. Participó en el movimiento de 1968 en México, en la Matanza del Jueves de Corpus, en el movimiento de los trabajadores de Pascual en 1982, así como en el rescate y reconstrucción luego del terremoto de México de 1985. Fue impulsor en la creación del Instituto de Educación Media Superior en el periodo de Andrés Manuel López Obrador y miembro de la Tendencia democrática del Sindicato Único de Trabajadores Electricistas de la República Mexicana.
Ha sido fundador de las siguientes organizaciones: la Cooperativa UCISVE 11 de noviembre; la Coordinadora Nacional del Movimiento Urbano Popular; el Frente Popular Revolucionario; la Alianza Campesina Revolucionaria; la Coordinadora Nacional del Plan de Ayala; la Coordinadora Nacional de los Trabajadores de la Educación; la Coordinadora Sindical Nacional; la Coordinadora Nacional Línea de Masas; el Frente Continental de Organizaciones Comunales; el Movimiento Urbano Popular; el Movimiento Huelguistico Naucalpan; el Frente de Defensa de la Economía y el Salario; la Organización Independiente de Pueblos Unidos de la Huasteca; el Bloque Campesino de Chiapas; el Frente Popular de Orgazaciones Sociales y la Unión Obrera Independiente.
En el Partido del Trabajo ha sido miembro de la Dirección Nacional y Estatal; representante ante el Instituto Federal Electoral, dos veces candidato a diputado federal, local y plurinominal por el Partido del Trabajo; comisionado político en Veracruz y el Distrito Federal; comisionado electoral en Tlaxcala, el Estado de México y Puebla; comisionado por el Partido del Trabajo en los procesos revolucionarios de América Latina y participó en los Foros Internacionales en Solidaridad de la Emancipación de sus Pueblos. Además, impulsó las candidaturas de Cuauhtémoc Cárdenas, Andrés Manuel López Obrador y Marcelo Ebrard.